# Моравски стил
Моравският стил (по името на река Морава) е направление в храмовата архитектура и изобразителното изкуство, което възниква на територията на днешна Източна Сърбия в Поморавието в края на 14 и първата половина на 15 век. В архитектурата и изкуството той е в културно единодействие и взаимодействие с Моравската школа (Ресавска школа) в литературата по онези земи.

## Характеристики
Моравският стил освен, че е своеобразно творческо продължение на Вардарския стил от Косово и Вардарска Македония, е и върхово стилно достижение в развитието на архитектурата и изкуствата в края на Душановото царство и наследилите го княжества и деспотства на територията на Поморавието. Като цяло Моравският стил, въпреки наличието на многобройни декоративно-художествени стилни влияния върху него, е самостойно направление в архитектурата и изкуството, но като продължител и приемник на Палеологовия ренесанс на късна Византия.

## Архитектурно направление
В рамките на моравския стил се различават 2 архитектурни типа градежи – еднокуполни и големи 5-куполни (5-корабни) (Манасия и Раваница).
Основата на църквите е във форма на трилистник (лат. Trikonchos/Триконос), която със „стеблото“ образува кръст, както и във Вардарския стил. Храмовият олтар е разположен под две апсиди (северна и южна) по примера на Светогорските манастири. Неголемите разлики с предходния Вардарски стил са в украсата и използваните цветове на градежните материали – розетни прозорци и покриващите декоративни елементи. В моравския стил храмовите решения са в типичните нартекс и наос, като в украсата силно са застъпени митологичните сцени със скулптури и изображения на животни – грифони, лъвове, мечки и т.н. Забелязва се и готическо влияние в някои от постройките. В орнаментиката се наблюдават розетни прозорци при преобладаващите флорални (детелини) и геометрични форми на арабеската.
Главната отлика на моравския стил от римските и византийски образци е, че той е най-отдалечен спрямо първоосновата си в сравнение с Рашкия и Вардарския стил и в този смисъл е и най-автентичен.
Моравският стил дава отражение и върху фортификационната архитектура през онзи период в Подунавието. През първата четвърт на 15 век деспот Стефан Лазаревич потяга Белградската крепост, а впоследствие неговият сестрин племенник Георги Бранкович изгражда и Смедеревския град в последен жизненоважен опит да спре османската инвазия към сърцето на Европа през Панонската низина.

## Стенописи
Стенописите в моравски стил избразяват преимуществено библейски сюжети, като Сватбата в Кана и т.н. Портретите и сцените изразяват висока степен на психологическа одухотвореност на пресъздадените лица и герои. В моравски стил е илюстровано Радославовото евангелие, съхранявано в Руската национална библиотека.

## Обекти
Моравският стил не се ограничава географски до Поморавието, а се разпростира и оказва въздействие на архитектурата и изкуството в Подунавието и Влашко след 15 век.

### Манастири
- Ресавски манастир;
- Раваница;
- Каленички манастир;
- Любостински манастир.

### Църкви
- Лазарица в Крушевац

## Галерия
- Моравски стил
- Църквата на Ресавския (Манасийски) манастир с крепостна кула
- Църквата на Раванския манастир
- Църквата на Каленичкия манастир
- Църквата на Любостинския манастир